# Dolmen de la Table
Der 1888 erstmals erwähnte Dolmen de la Table, auch La Table submergé genannt, ist ein im Watt der Baie de Bourgneuf, etwa drei Kilometer östlich von Noirmoutier-en-l’Île vor der Île de Noirmoutier im Département Vendée in Frankreich, liegender Dolmen. –„Dolmen“ ist in Frankreich der Oberbegriff für Megalithanlagen aller Art.
Der nur bei Ebbe sichtbare Dolmen de la Table wurde von Arsène Charier-Fillon im Jahre 1892 beschrieben und 1895 als Monument historique klassifiziert.
Der Deckstein, der dem Ost-West orientierten Dolmen den Namen gab, ist eine Quarzitplatte von etwa 4,85 Meter Länge und 2,75 Meter Breite. Sie ruht nur noch auf einem Tragstein, die Trümmer am anderen Ende stammen wahrscheinlich von der zweiten oder dritten Platte.
Es gibt in Frankreich eine Reihe von im Küstenvorland (französisch mégalithiques situés sur un estran) gelegenen Dolmen und Menhiren. Weitere überflutete Dolmen sind zum Beispiel der Dolmen von Keroyal der Dolmen de la pointe de l’Herbaudière und der Dolmen de la Boire de Champtocé.